# حسام پورهاشم
حسام پورهاشم (زادهٔ ۱۸ شهریور ۱۳۷۵ - استهبان) یک بازیکن فوتبال اهل ایران است که در پست مدافع چپ بازی می‌کند.علاوه بر این پست توانایی بازی در پست هافبک چپ و وینگر چپ را نیز دارد.

## دوران باشگاهی

### گل‌گهر سیرجان
حسام پور هاشم در سال ۱۳۹۵ از رده پایه به عضویت تیم بزرگسالان گل‌گهر درآمد و با این تیم به عنوان قهرمانی لیگ آزادگان فصل ۹۶_۱۳۹۵ رسید و به لیگ برتر خلیج فارس صعود کرد. وی اولین بازی خود در لیگ برتر خلیج فارس را هم در هفته اول لیگ برتر فوتبال ایران ۹۹–۱۳۹۸، مقابل باشگاه فوتبال نساجی مازندران انجام داد.

### شهر خودرو مشهد
وی در سال ۱۳۹۹ پس از گذراندن چندین فصل حضور در تیم‌های پایه و اصلی باشگاه فوتبال گل گهر، به باشگاه فوتبال شهر خودرو خراسان پیوست.

### ذوب‌آهن اصفهان
در سال ۱۴۰۰ پور هاشم به باشگاه فوتبال ذوب‌آهن اصفهان پیوست تا در نیم فصل دوم لیگ برتر بیست و یکم برای این تیم به میدان برود.

## افتخارات
گل‌گهر سیرجان
- لیگ آزادگان (دسته یک): ۹۸–۱۳۹۷ (قهرمان و صعود به لیگ برتر خلیج فارس.)